# Challenger of Boca Raton
Il Challenger of Boca Raton è un torneo professionistico di tennis giocato su campi in terra rossa. Fa parte dell'ITF Women's Circuit. Si gioca annualmente a Boca Raton in USA.

## Albo d'oro

### Singolare
| Anno        | Campionessa        | Finalista          | Punteggio        |               |
| ----------- | ------------------ | ------------------ | ---------------- | ------------- |
| 1999        | Stephanie Chi      | Miroslava Vavrinec | 6-1, 6-3         |               |
| 2000        | Lindsay Lee-Waters | Olga Vymetálková   | 6-2, 3-6, 6-3    |               |
| 2000 (2)    | Li Na              | Sandra Cacic       | 6-4, 6-3         |               |
| 2001        | Gisela Dulko       | Jolene Watanabe    | 4-6, 7-5, 7–6(5) |               |
| 2002        | Non disputato      | Non disputato      | Non disputato    | Non disputato |
| 2003        | Marija Kirilenko   | Sonya Jeyaseelan   | 6-3, 6-0         |               |
| 2004        | Kelly McCain       | Liu Nannan         | 6-1, 3-6, 6-0    |               |
| 2004 (2)    | Sania Mirza        | Cory-Ann Avants    | 6-3, 6-2         |               |
| 2005 2008   | Non disputato      | Non disputato      | Non disputato    | Non disputato |
| ↑ ITF 10K ↑ |                    |                    |                  |               |
| 2009        | Gabriela Paz       | Sharon Fichman     | 6-4, 7–6(4)      |               |

### Doppio
| Anno        | Campionesse                           | Finaliste                             | Punteggio     |               |
| ----------- | ------------------------------------- | ------------------------------------- | ------------- | ------------- |
| 1999        | Katarina Srebotnik Zuzana Váleková    | Dawn Buth Rebecca Jensen              | 4-6, 6-4, 6-1 |               |
| 2000        | Maiko Inoue Li Ting                   | Olga Vymetálková Gabriela Navrátilová | 4-6, 6-2, 6-3 |               |
| 2000 (2)    | Sandra Cacic Lindsay Lee-Waters       | Li Na Li Ting                         | 6-4, 7-5      |               |
| 2001        | Evgenija Kulikovskaja Jolene Watanabe | Melissa Middleton Jacqueline Trail    | 6-1, 6-0      |               |
| 2002        | Non disputato                         | Non disputato                         | Non disputato | Non disputato |
| 2003        | Sandra Cacic Sonya Jeyaseelan         | Shenay Perry Ljudmila Skavronskaja    | 7-5, 6-2      |               |
| 2004        | Peng Shuai Xie Yan-ze                 | Allison Bradshaw Julie Ditty          | 6-1, 6-2      |               |
| 2004 (2)    | Allison Bradshaw Julie Ditty          | Natal'ja Dzjamidzenko Sania Mirza     | 6-3, 6-1      |               |
| 2005 2008   | Non disputato                         | Non disputato                         | Non disputato | Non disputato |
| ↑ ITF 10K ↑ |                                       |                                       |               |               |
| 2009        | Alina Židkova Dar'ja Kustova          | Kimberly Couts Sharon Fichman         | 6-4, 6-2      |               |